# Ingerana medogensis
Ingerana medogensis är en groddjursart som först beskrevs av Fei, Ye och Huang 1997.  Ingerana medogensis ingår i släktet Ingerana och familjen Dicroglossidae. IUCN kategoriserar arten globalt som otillräckligt studerad. Inga underarter finns listade i Catalogue of Life.